# Exoprosopa subfascia
Exoprosopa subfascia är en tvåvingeart som först beskrevs av Walker 1849.  Exoprosopa subfascia ingår i släktet Exoprosopa och familjen svävflugor.
Artens utbredningsområde är Jamaica. Inga underarter finns listade i Catalogue of Life.